# Esquilino

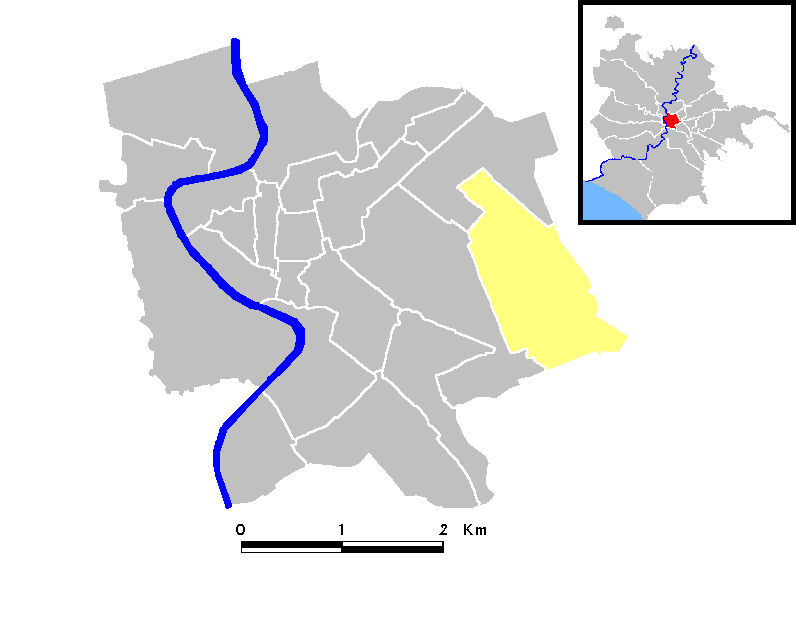
Colina del Esquilino en un plano de Roma.

El Esquilino (lat. Esquiliae o, más tarde, Mons Esquilinus) es una de las siete colinas de la Antigua Roma. Los nombres de sus tres cimas eran: Cispio (Cispius), Fagutal y Opio (Oppius). Dio su nombre a una de las cuatro regiones, junto con la Suburana, Colina y Palatina, en las que se dividió la ciudad en época republicana.